# Olof Mellberg
Pour les articles homonymes, voir Mellberg.
Olof Mellberg, né le 3 septembre 1977 à Gullspång en Suède, est un footballeur international suédois qui évolue au poste de défenseur. Professionnel entre 1996 et 2014, il devient entraîneur deux ans plus tard.

## Biographie

### Les débuts
Né à Gullspång en Suède, Olof Mellberg commence sa carrière dans sa ville natale avec le club du Gullspångs IF avant de rejoindre Degerfors IF en Allsvenskan en 1996. Après la relégation du club, il rejoint un club de la capitale: l'AIK, où il fait forte impression et signe un contrat au Racing Santander après seulement 10 mois. Le défenseur central a quelques difficultés à s'adapter au football espagnol, mais impressionne dès sa première saison de grands clubs espagnol comme le FC Barcelone ou le Valence CF.

### Aston Villa
Toutefois en 2001, il signe à Aston Villa, le club de Birmingham. Il devient rapidement un élément vital de l'équipe. Mellberg prend le brassard de capitaine pendant l'ère David O'Leary. Il joue un rôle essentiel dans les bons résultats de l'équipe au cours de cette saison : 6e de la Premiership et demi-finale de la League Cup.
Après la Coupe du monde 2006, Mellberg ne désire plus être capitaine d'Aston Villa, il sera remplacé par Gareth Barry. En 2007, le nouvel entraineur d'Aston Villa, Martin O'Neill, considère encore Mellberg comme un titulaire indiscutable au poste de défenseur central. Mellberg inscrit le premier but du match d'ouverture de la saison 2006-2007 contre Arsenal à l'Emirates Stadium et devient le premier buteur à marquer dans ce stade au cours d'un match de compétition. Au cours de la saison 2007-2008, il joue en position d'arrière latéral droit consécutivement au recrutement de Zat Knight, alors associé à Martin Laursen dans la charnière centrale.
En janvier 2008, on annonce que Mellberg a signé un pré-contrat avec la Juventus. Il joue son dernier match à domicile avec Aston Villa contre Wigan Athletic, le 3 mai 2008. Le match lui est dédié, en reconnaissance aux services rendus au club. Lors de son dernier match pour Aston Villa à l'extérieur, face à West Ham United, il offre comme cadeau de départ à chaque supporter de Villa présent à l'Upton Park un maillot à son nom sur lequel est écrit le message suivant : Thanks 4 Your Support, en référence au chiffre 4 qu'il portait à Aston Villa.

### Juventus
En janvier 2008, Mellberg dit le Viking confirme avoir signé un pré-contrat de trois ans avec le célèbre club italien qu'est la Juventus, lui permettant de faire ses débuts dans le club dans la saison 2008-2009.

### Olympiakos le Pirée
En juin 2009, il signe un contrat de trois ans en faveur de l'Olympiakos pour la somme de 2,5 millions d'euros.
Il joue son premier match sous ses nouvelles couleurs le 29 juillet 2009, lors d'une rencontre qualificative pour la Ligue des champions 2009-2010 face au ŠK Slovan Bratislava. Il est titularisé et son équipe l'emporte par deux buts à zéro.

### Villarreal
Le 9 août 2012, Olof Mellberg signe un contrat d'une saison au Villarreal CF, faisant ainsi son retour en Espagne. Il arrive notamment pour renforcer le secteur défensif après le départ de Cristián Zapata.
Il inscrit son premier but pour Villarreal le 12 janvier 2013, lors d'une rencontre de championnat face à l'UD Almería. Titulaire, il marque le but égalisateur qui permet à son équipe d'obtenir le point du match nul (1-1 score final).

### FC Copenhague et fin de carrière
Il rejoint en 2013 le FC Copenhague où il signe un contrat de deux ans. Il joue son premier match le 28 juillet 2013, lors d'un match de championnat face au FC Midtjylland. Il est titularisé et son équipe l'emporte par un but à zéro. Il inscrit son premier but pour Copenhague le 1er septembre 2013, face au Viborg FF, en championnat. Il participe ainsi à la victoire de son équipe (1-4 score final).
Le 1er août 2015, il annonce l’arrêt de sa carrière.

### Carrière internationale
Mellberg est l'un des piliers de la défense de l'équipe suédoise.
Durant un entraînement lors de l'été 2002, Mellberg est impliqué dans une bagarre avec Fredrik Ljungberg, avant que leurs coéquipiers ne les séparent.
À l'issue de la Coupe du monde 2006, Olof annonce sa décision de prendre sa retraite internationale, mais le nombre important de buts concédés durant les premiers matches de sa sélection à la suite de son retrait va le pousser à revenir dans la sélection. Ce retour ne lui redonne toutefois pas la chance de reporter le brassard de capitaine car c'est Fredrik Ljungberg qui endosse désormais ce rôle au détriment du géant suédois.
Olof Mellberg compte 117 sélections pour 9 buts en équipe de Suède. Il manque de peu de connaître son heure de gloire le 15 juin 2012 à Kiev, lors du match de poule de l'Euro 2012 contre l'Angleterre : alors que son équipe est menée un à zéro, Olof provoque le contre-son camp de Glen Johnson puis inscrit le second but suédois donnant l'avantage aux siens, avant que les Anglais ne marquent deux buts en fin de match et obtiennent la victoire. 

### Entraîneur
Il devient entraîneur de l'IF Brommapojkarna, qui évolue en troisième division suédoise, le 27 novembre 2015. Après une saison passée à sa tête, l'équipe obtient sa montée en deuxième division suédoise en terminant en première position du championnat. 
Après avoir entraîné le club danois du Fremad Amager, Mellberg est nommé à la tête de l'Helsingborgs IF en septembre 2019.

## Statistiques

### Statistiques détaillées
| Saison                | Club                  | Championnat           | Championnat | Championnat | Coupe nationale | Coupe nationale | Coupe de la Ligue | Coupe de la Ligue | Compétition(s) continentale(s) | Compétition(s) continentale(s) | Compétition(s) continentale(s) | Suède | Suède | Total | Total |
| Saison                | Club                  | Division              | M.          | B.          | M.              | B.              | M.                | B.                | Comp.                          | M.                             | B.                             | M.    | B.    | M.    | B.    |
| 1996                  | Degerfors IF          | Allsvenskan           | 22          | 0           | -               | -               | -                 | -                 | -                              | -                              | -                              | -     | -     | 22    | 0     |
| 1997                  | Degerfors IF          | Allsvenskan           | 25          | 0           | -               | -               | -                 | -                 | -                              | -                              | -                              | -     | -     | 25    | 0     |
| Sous-total            | Sous-total            | Sous-total            | 57          | 0           | -               | -               | -                 | -                 | -                              | -                              | -                              | -     | -     | 57    | 0     |
| 1998                  | AIK                   | Allsvenskan           | 17          | 0           | -               | -               | -                 | -                 | -                              | -                              | -                              | -     | -     | 17    | 0     |
| Sous-total            | Sous-total            | Sous-total            | 17          | 0           | -               | -               | -                 | -                 | -                              | -                              | -                              | -     | -     | 17    | 0     |
| 1998-1999             | Racing Santander      | Primera División      | 25          | 0           | 7               | 1               | -                 | -                 | -                              | -                              | -                              | -     | -     | 32    | 1     |
| 1999-2000             | Racing Santander      | Primera División      | 37          | 0           | 3               | 0               | -                 | -                 | -                              | -                              | -                              | 7     | 0     | 47    | 0     |
| 2000-2001             | Racing Santander      | Primera División      | 36          | 0           | 5               | 0               | -                 | -                 | -                              | -                              | -                              | 9     | 0     | 50    | 0     |
| Sous-total            | Sous-total            | Sous-total            | 98          | 0           | 15              | 1               | -                 | -                 | -                              | -                              | -                              | 16    | 0     | 129   | 1     |
| 2001-2002             | Aston Villa           | PL                    | 32          | 0           | 2               | 0               | 1                 | 0                 | C3                             | 2                              | 0                              | 10    | 0     | 47    | 0     |
| 2002-2003             | Aston Villa           | PL                    | 38          | 1           | 3               | 0               | 2                 | 0                 | C3                             | 3                              | 0                              | 9     | 0     | 55    | 1     |
| 2003-2004             | Aston Villa           | PL                    | 33          | 1           | 6               | 0               | 5                 | 0                 | -                              | -                              | -                              | 12    | 1     | 56    | 2     |
| 2004-2005             | Aston Villa           | PL                    | 30          | 3           | 3               | 0               | 2                 | 0                 | -                              | -                              | -                              | 9     | 0     | 44    | 3     |
| 2005-2006             | Aston Villa           | PL                    | 27          | 0           | 6               | 0               | 2                 | 0                 | -                              | -                              | -                              | 12    | 1     | 47    | 1     |
| 2006-2007             | Aston Villa           | PL                    | 38          | 1           | 3               | 0               | 1                 | 0                 | -                              | -                              | -                              | 6     | 1     | 48    | 2     |
| 2007-2008             | Aston Villa           | PL                    | 34          | 2           | 3               | 0               | 2                 | 0                 | -                              | -                              | -                              | 11    | 1     | 50    | 3     |
| Sous-total            | Sous-total            | Sous-total            | 221         | 10          | 26              | 0               | 15                | 0                 | -                              | 5                              | 0                              | 69    | 4     | 336   | 14    |
| 2008-2009             | Juventus FC           | Serie A               | 27          | 2           | 4               | 0               | -                 | -                 | C1                             | 7                              | 0                              | 8     | 0     | 46    | 2     |
| Sous-total            | Sous-total            | Sous-total            | 27          | 2           | 4               | 0               | -                 | -                 | -                              | 7                              | 0                              | 8     | 0     | 46    | 2     |
| 2009-2010             | Olympiakos            | D1                    | 25          | 2           | -               | -               | -                 | -                 | C1                             | 12                             | 0                              | 8     | 3     | 45    | 5     |
| 2010-2011             | Olympiakos            | D1                    | 23          | 3           | 3               | 0               | -                 | -                 | C1                             | 3                              | 0                              | 6     | 0     | 35    | 3     |
| 2011-2012             | Olympiakos            | D1                    | 23          | 2           | 4               | 1               | -                 | -                 | C3                             | 9                              | 0                              | 10    | 1     | 46    | 4     |
| Sous-total            | Sous-total            | Sous-total            | 71          | 7           | 7               | 1               | -                 | -                 | -                              | 24                             | 0                              | 24    | 4     | 126   | 12    |
| 2012-2013             | Villarreal            | Liga Adelante         | 28          | 2           | -               | -               | -                 | -                 | -                              | -                              | -                              | -     | -     | 28    | 2     |
| Sous-total            | Sous-total            | Sous-total            | 28          | 2           | -               | -               | -                 | -                 | -                              | -                              | -                              | -     | -     | 28    | 2     |
| 2013-2014             | FC Copenhague         | D1                    | 22          | 3           | 1               | 0               | -                 | -                 | C1                             | 6                              | 1                              | -     | -     | 29    | 4     |
| Sous-total            | Sous-total            | Sous-total            | 22          | 3           | 1               | 0               | -                 | -                 | -                              | 6                              | 1                              | -     | -     | 29    | 4     |
| Total sur la carrière | Total sur la carrière | Total sur la carrière | 543         | 21          | 53              | 2               | 15                | 0                 | -                              | 41                             | 1                              | 117   | 8     | 769   | 32    |

### Buts internationaux
|    | Date              | Lieu                          | Adversaire      | Score | Résultat | Compétition                             |
| -- | ----------------- | ----------------------------- | --------------- | ----- | -------- | --------------------------------------- |
| 1. | 10 septembre 2003 | Stade de Silésie, Chorzów     | Pologne         | 0-2   | Victoire | Éliminatoires de l'Euro 2004            |
| 2. | 3 septembre 2005  | Råsunda, Stockholm            | Bulgarie        | 3-0   | Victoire | Éliminatoires de la Coupe du monde 2006 |
| 3. | 6 juin 2007       | Råsunda, Stockholm            | Islande         | 5-0   | Victoire | Éliminatoires de l'Euro 2008            |
| 4. | 17 octobre 2007   | Råsunda, Stockholm            | Irlande du Nord | 1-1   | Nul      | Éliminatoires de l'Euro 2008            |
| 5. | 5 septembre 2009  | Stade Ferenc-Puskás, Budapest | Hongrie         | 2-1   | Victoire | Éliminatoires de la Coupe du monde 2010 |
| 6. | 14 octobre 2009   | Råsunda, Stockholm            | Albanie         | 4-1   | Victoire | Éliminatoires de la Coupe du monde 2010 |
| 7. | 14 octobre 2009   | Råsunda, Stockholm            | Albanie         | 4-1   | Victoire | Éliminatoires de la Coupe du monde 2010 |
| 8. | 15 juin 2012      | Stade olympique, Kiev         | Angleterre      | 2-3   | Défaite  | Euro 2012                               |

## Palmarès
- Vainqueur de la Coupe de Suède en 1997 avec l'AIK Solna
- Vainqueur de la Coupe Intertoto en 2001 avec Aston Villa
- Vice-champion d'Italie en 2009 avec la Juventus de Turin
- Champion de Grèce en 2011 avec l'Olympiakos le Pirée
- Élu meilleur joueur de football suédois de l'année 2003 (Guldbollen)
- Membre de l'équipe-type de l'Euro 2004